# Tetracanthella pseudomontana
Tetracanthella pseudomontana is een springstaartensoort uit de familie van de Isotomidae. De wetenschappelijke naam van de soort is voor het eerst geldig gepubliceerd in 1953 door Cassagnau.